# Sundhoffen
Sundhoffen település Franciaországban, Haut-Rhin megyében. Lakosainak száma 1971 fő (2022. január 1.). Sundhoffen Colmar, Horbourg-Wihr, Andolsheim, Widensolen, Wolfgantzen, Appenwihr, Logelheim és Sainte-Croix-en-Plaine községekkel határos.

## Népesség
A település népessége az elmúlt években az alábbi módon változott:
| Lakosok száma | 1936 | 1955 | 2006 | 1938 | 1930 | 1939 | 1955 | 1949 | 1971 |
|               | 2013 | 2015 | 2016 | 2017 | 2018 | 2019 | 2020 | 2021 | 2022 |